# هيفاء العيسمي
هيفاء العيسمي مداح (5 أبريل 1971)محامية فنزويلية. وفي ثمانينيات القرن العشرين، شاركت في التحقيق في عمليات القتل خارج نطاق القضاء في فنزويلا. وفي عام 2010، أصبحت بشكل مثير للجدل سفيرة لبلادها لدى هولندا، وفي عام 2016 تم تعيينها سفيرة لدى المحكمة الجنائية الدولية.

## سيرة
كانت مدعية عامة ذات اختصاص وطني في النيابة العامة في فنزويلا، حيث قادت التحقيقات في مذبحة يوماري في عام 1986ومذبحة إل أمبارو في عام 1988. كما برزت في لائحة الاتهام والحكم على إيفان سيمونوفيس Lázaro Forero Henry Vivas، ضباط الشرطة المتهمون بإصدار الأوامر بإطلاق النار على المتظاهرين في وسط مدينة كاراكاس أثناء أحداث جسر لاجونو في 11 أبريل 2002، والتي شهدت مسيرة للمعارضة تطالب باستقالة الرئيس هوغو تشافيز.
في عام 2010 عينت سفيرة لفنزويلا لدى هولندا في الجريدة الرسمية الفنزويلية رقم 39.565. وبما أنه لم يكن لديه أي خبرة دبلوماسية، فقد أثار هذا التعيين انتقادات واتهامات بالمحسوبية، كونه شقيقة وزير الداخلية طارق العيسمي. في 7 يناير 2016، وفي الجريدة الرسمية رقم 40823، عينت سفيرة ممثلة دائمة للبعثة الفنزويلية لدى المحكمة الجنائية الدولية، ومنظمة حظر الأسلحة الكيميائية، والمنظمات والمحاكم الدولية الأخرى في هولندا.
بعد إعلان المحكمة الجنائية الدولية عن فتح تحقيق أولي في فنزويلا للتحقيق في الجرائم ضد الإنسانية، أعلنت المدعية العامة في المنفى لويزا أورتيغا دياز في فبراير/شباط 2018 أنها ستطلب طرد العيسمي من منصبها كسفيرة في لاهاي لأنها "أصبحت عنصراً مخرباً في تحقيقات المحكمة الجنائية الدولية ضد المسؤولين الفنزويليين".
في عام 2021، عينها نيكولاس مادورو ممثلة دائمة لفنزويلا لدى منظمة الأغذية والزراعة للأمم المتحدة (الفاو). وبعد اعتقال شقيقها طارق العيسمي في 9 أبريل 2024، لا يزال من غير المعروف ما إذا كان اعتقاله قد أثر على مسيرتها المهنية داخل الحكومة.

## الحياة الشخصية
هيفاء هي شقيقة طارق العيسمي، وهو مسؤول حكومي رفيع المستوى شغل مناصب مثل وزير الداخلية ونائب الرئيس. تعود أصول والدهم إلى سوريا وأصول والدتهم إلى لبنان، وهم ينتمون إلى الطائفة الدرزية.